# Vasikkari
Vasikkari är en ö i Finland.   Den ligger i kommunen Nystad i den ekonomiska regionen Nystadsregionen och landskapet Egentliga Finland, i den sydvästra delen av landet, 220 km väster om huvudstaden Helsingfors. Arean är 0,18 kvadratkilometer.
Terrängen på Vasikkari är mycket platt. Den sträcker sig 0,6 kilometer i nord-sydlig riktning, och 0,5 kilometer i öst-västlig riktning.  I omgivningarna runt Vasikkari växer i huvudsak barrskog.